# Gactornis enarratus
El chotacabras acollarado o chotacabra de collar
(Gactornis enarratus) es una especie de ave caprimulgiforme de la familia Caprimulgidae. Es la única especie del género Gactornis.

## Distribución y hábitat
Es una especie endémica de la isla de Madagascar. Vive en bosques húmedos tropicales y subtropicales, así como en plantaciones arbóreas a baja altitud.

## Descripción
Mide en torno a los 24 cm de longitud y pesa alrededor de 55 gr. Ambos sexos tienen un plumaje muy similar, de color gris parduzco con un profuso moteado en el dorso, partes inferiores más claras y una banda en el cuello de color pardo rojizo.